# Scopula demarginata
Scopula demarginata är en fjärilsart som beskrevs av Hans Reisser 1961. Scopula demarginata ingår i släktet Scopula och familjen mätare. Inga underarter finns listade.